# Стефан Дабић
Стефан Дабић (Ниш, 9. марта 1997) српски је фудбалер који тренуно наступа за Железничар из Панчева.

## Трофеји и награде
Графичар
- Српска лига Београд: 2018/19.[5]